# ベンガルギツネ
ベンガルギツネ（Vulpes bengalensis）は、哺乳綱ネコ目（食肉目）キツネ属に分類される食肉類。

## 分布
インド、パキスタン南東部、バングラデシュ、ネパール
模式標本の産地（模式産地）はベンガルだが、コルカタ周辺だと考えられている。

## 形態
体長45 - 60センチメートル。尾長25 - 35センチメートル。尾長は体長の50 - 60%に達する。体重オス2.7 - 3.2キログラム、メス1.8キログラム以下。背面の毛衣は灰黄色や光沢のある灰色。四肢の毛衣は褐色や赤褐色。体色は個体や季節によって変異がある。尾の先端は黒い。
鼻面は細長い。眼の内側から鼻面の側面にかけて黒い斑紋が入る。耳介は長く尖る。耳介の外側は暗褐色で、外縁が黒い。
乳頭の数は6。

## 生態
標高1,500メートル以下にある有刺植物や落葉樹からなる開けた森林や低木林、藪地、ステップ、半砂漠などに生息し、平坦でやや乾燥した環境を好む。農耕地などの近くで見られることもある。夜行性か、薄明薄暮性。巣穴は巣室と120 - 180センチメートルのトンネルで構成され入口が1 - 6個ある。巣穴は自分で掘るか、共同で巣穴を掘ることもある。低地に生息する個体群は、浸水を避けるために高所に巣穴を掘る。歩行時には尾をひきずり、走行時には尾を水平に持ち上げて移動する。
食性は雑食で、主に昆虫（アリ、ガ、甲虫類の幼虫、シロアリ、バッタなど）を食べるがムカデ、サソリ、カニ、爬虫類、鳥類やその卵、小型哺乳類、芽や果実（インドセンダン、ベンガルボダイジュなど）なども食べる。アーンドラ・プラデーシュ州[とカルナータカ州の成体の糞67個の調査では。85%に無脊椎動物、46%に哺乳類、34%に消化不良の植物質、33%に果実と種子、16%に鳥、4%に爬虫類が含まれていたという報告例がある。捕食者としてはタイリクオオカミなどが挙げられる。
繁殖形態は胎生。2 - 4月に4匹の幼獣を産む。生後4 - 5か月で巣穴から分散するが、これはモンスーンにより食物が豊富な時期と一致する。飼育下での寿命は6 - 8年。

## 人間との関係
毛皮などには商業的価値はないと考えられている。一方で爪、皮膚、尾、歯などは伝統的に薬になると信じられたり、お守りとされることもある。インドではカルナータカ州やタミル・ナードゥ州などで肉・毛皮・爪目的で猟犬を用いて狩猟されることもある。
インドでは工業や農地開発などによる生息地の破壊により生息数が減少し、特にカルナータカ州やタミル・ナードゥ州では生息数が激減している。放し飼いにされたイヌからの犬ジステンパーなどの感染症の影響も懸念されている。生息地の破壊と感染症などが組み合わさることで地域個体群の絶滅が懸念されている。